# تپه گرگ چیا
تپه گرگ چیا مربوط به عصر مفرغ است و در شهرستان دالاهو، بخش مرکزی، دهستان بیونیج، ۲/۳ کیلومتری جنوب غربی روستای بیامه واقع شده و این اثر در تاریخ ۲۷ اسفند ۱۳۸۶ با شمارهٔ ثبت ۲۲۵۰۵ به‌عنوان یکی از آثار ملی ایران به ثبت رسیده است.